# Michelle Vieth
Michelle Vieth Paetau (Marshalltown, Iowa, SAD, 19. studenoga 1979. - ) američko-meksička je glumica.

## Biografija

### Rani život i karijera
Michelle se rodila 19. studenoga 1979. u gradu Marshalltownu u Sjedinjenim Američkim Državama. Njezini su roditelji Monica Petau Rellstab i Dennis Vieth. 
Kada je imala tri godine, njezini su se roditelji preselili u Acapulco, Meksiko. Jednoga dana, dok je šetao plažom, producent Valentín Pimstein upitao je Michelle bi li htjela glumiti u telenovelama. Ona je odmah odgovorila da želi i prvi puta otputovala u Mexico City. Imala je glavnu ulogu u telenoveli Mi pequeña traviesa 1998. Zatim ostvaruje brojne uloge u meksičkim telenovelama. Početkom 2002. udala se za glumca Héctora Soberóna, no rastali su se godinu dana kasnije.

## Filmografija
| Godina        | Naslov                       | Uloga                           | Vrsta               |
| ------------- | ---------------------------- | ------------------------------- | ------------------- |
| 2010.         | Llena de amor                |                                 | sapunica            |
| 2010.         | Mujeres asesinas             | žrtva                           | televizijska serija |
| 2008. – 2009. | Oprezno s anđelom            | Ana Julia                       | telenovela          |
| 2007.         | Al diablo con los guapos     | Pilar                           | telenovela          |
| 2006.         | Ljubav i mržnja              | Karen Farias Rivas del Castillo | telenovela          |
| 2005.         | Maćeha                       | Vivian Saussa                   | telenovela          |
| 2003.         | Clase 406                    | Nadia Castillo Bojórquez        | telenovela          |
| 2001.         | Amigas y rivales             | Laura Gonzalez                  | telenovela          |
| 1999. – 2000. | Mujeres engañadas            | Paola Montero                   | telenovela          |
| 1998.         | Soñadoras                    | Lucía                           | telenovela          |
| 1997.         | Mi pequeña traviesa          | Julia / Julio / Traviesa        | telenovela          |
| 1985.         | Mujer, casos de la vida real | -                               | televizijska serija |